# Hugo Lahtinen
Hugo Jalmari Lahtinen (Tampere, 29 novembre 1891 – 29 dicembre 1977) è stato un multiplista finlandese.

## Palmarès

### Olimpiadi
- Bronzo a Anversa 1920 nel pentathlon